# Regierung Whitlam I

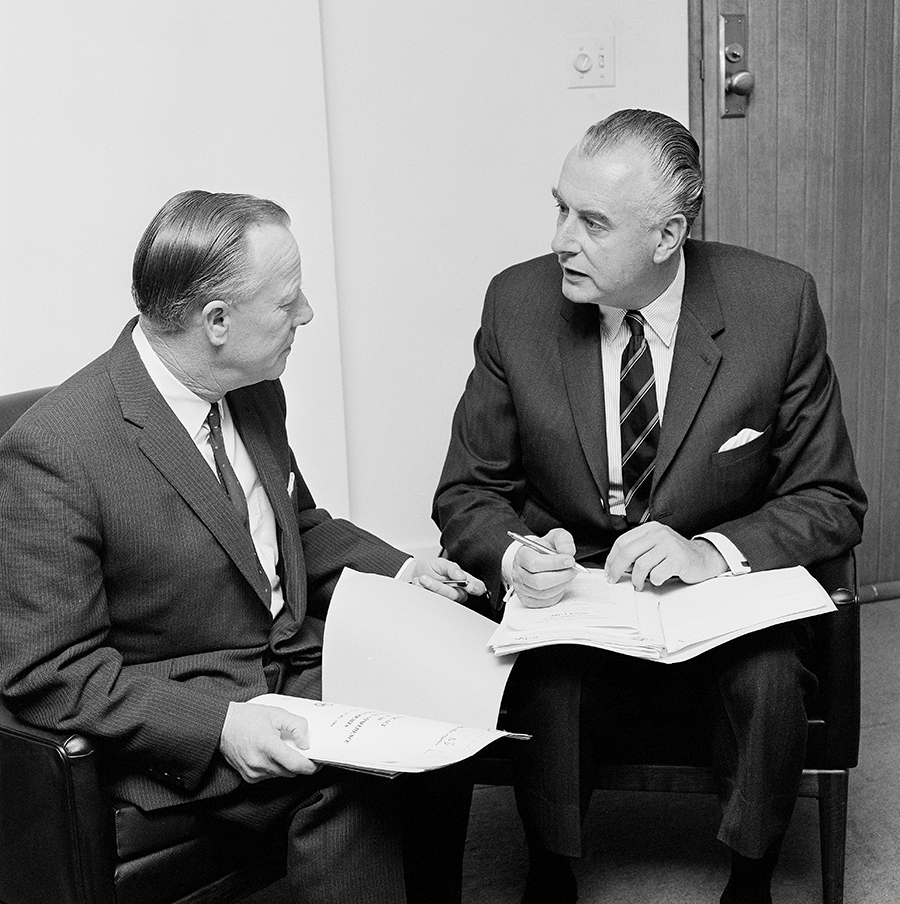
Lance Barnard (links) und Gough Whitlam (rechts)

Die Regierung Whitlam I regierte Australien vom 5. Dezember 1972 bis zum 19. Dezember 1972. Es handelte sich um eine Übergangsregierung gestellt von der Labor Party.
Die Vorgängerregierung, eine Koalition von Liberal Party (LP) und der Country Party (CP) unter Premierminister William McMahon verlor die Wahl zum Repräsentantenhaus am 2. Dezember 1972. Die oppositionelle Labor Party erhielt mit 67 von 125 Sitzen im Repräsentantenhaus eine absolute Mehrheit. Bis zur Entscheidung über die Ministerliste durch die Parlamentsfraktion der Laborparty, bildeten Parteichef Gough Whitlam und der stellvertretende Fraktionsvorsitzende Lance Barnard eine Übergangsregierung.

## Ministerliste
| Amt                                       | Minister      | Amtszeit                             | Bild |
| ----------------------------------------- | ------------- | ------------------------------------ | ---- |
| Premierminister                           | Gough Whitlam | 5. Dezember 1972 – 19. Dezember 1972 |      |
| Außenminister                             | Gough Whitlam | 5. Dezember 1972 – 19. Dezember 1972 |      |
| Schatzminister                            | Gough Whitlam | 5. Dezember 1972 – 19. Dezember 1972 |      |
| Generalstaatsanwalt                       | Gough Whitlam | 5. Dezember 1972 – 19. Dezember 1972 |      |
| Minister für Zölle und Verbrauchssteuern  | Gough Whitlam | 5. Dezember 1972 – 19. Dezember 1972 |      |
| Minister für Handel und Industrie         | Gough Whitlam | 5. Dezember 1972 – 19. Dezember 1972 |      |
| Minister für Schifffahrt und Verkehr      | Gough Whitlam | 5. Dezember 1972 – 19. Dezember 1972 |      |
| Minister für Bildung und Wissenschaft     | Gough Whitlam | 5. Dezember 1972 – 19. Dezember 1972 |      |
| Minister für Luftfahrt                    | Gough Whitlam | 5. Dezember 1972 – 19. Dezember 1972 |      |
| Minister für Wohnraum                     | Gough Whitlam | 5. Dezember 1972 – 19. Dezember 1972 |      |
| Bauminister                               | Gough Whitlam | 5. Dezember 1972 – 19. Dezember 1972 |      |
| Minister für Außenterritorien             | Gough Whitlam | 5. Dezember 1972 – 19. Dezember 1972 |      |
| Minister für Umwelt, Aborigines und Kunst | Gough Whitlam | 5. Dezember 1972 – 19. Dezember 1972 |      |
| Stellvertretender Premierminister         | Lance Barnard | 5. Dezember 1972 – 19. Dezember 1972 |      |
| Verteidigungsminister                     | Lance Barnard | 5. Dezember 1972 – 19. Dezember 1972 |      |
| Minister für Versorgung                   | Lance Barnard | 5. Dezember 1972 – 19. Dezember 1972 |      |
| Armeeminister                             | Lance Barnard | 5. Dezember 1972 – 19. Dezember 1972 |      |
| Marineminister                            | Lance Barnard | 5. Dezember 1972 – 19. Dezember 1972 |      |
| Minister für die Luftwaffe                | Lance Barnard | 5. Dezember 1972 – 19. Dezember 1972 |      |
| Generalpostmeister                        | Lance Barnard | 5. Dezember 1972 – 19. Dezember 1972 |      |
| Minister für Arbeit und Wehrpflicht       | Lance Barnard | 5. Dezember 1972 – 19. Dezember 1972 |      |
| Sozialminister                            | Lance Barnard | 5. Dezember 1972 – 19. Dezember 1972 |      |
| Minister für Einwanderung                 | Lance Barnard | 5. Dezember 1972 – 19. Dezember 1972 |      |
| Innenminister                             | Lance Barnard | 5. Dezember 1972 – 19. Dezember 1972 |      |
| Minister für die Grundstoffindustrie      | Lance Barnard | 5. Dezember 1972 – 19. Dezember 1972 |      |
| Minister für Repatriierung                | Lance Barnard | 5. Dezember 1972 – 19. Dezember 1972 |      |
| Gesundheitsminister                       | Lance Barnard | 5. Dezember 1972 – 19. Dezember 1972 |      |
| Minister für nationale Entwicklung        | Lance Barnard | 5. Dezember 1972 – 19. Dezember 1972 |      |